# Virgatospora echinofibrosa
Virgatospora echinofibrosa är en svampart som beskrevs av Finley 1967. Virgatospora echinofibrosa ingår i släktet Virgatospora, divisionen sporsäcksvampar och riket svampar.   Inga underarter finns listade i Catalogue of Life.